# 파흐드 유세프
파흐드 유세프(아랍어: فهد يوسف, Fahd Youssef, 1987년 5월 15일~ )는 시리아의 축구 선수로, 현재 이라크의 알쇼르타 공격형 미드필더이다.